# 휴스 윈본
휴스 윈본(Hughes Winborne)은 미국의 영화 편집자이다.

## 작품 목록
- The Bet (1992) - 단편 영화
- 《슬링 블레이드》 (1996)
- 슬리핑-다운 라이프 (1999, A Slipping-Down Life)
- 《버디 보이》 (1999)
- 《스타크 레이빙 매드》 (2002)
- 《이 달의 점원》 (2004)
- 《크래쉬》 (2004)
- 《이븐 머니》 (2006)
- 《행복을 찾아서》 (2006)
- 《그레이트 디베이터스》 (2007)
- 《세븐 파운즈》 (2008)
- 《틴 패티》 (2010)
- 《헬프》 (2011)